# El Español (periódico digital)
El Español es un diario digital editado en España y en idioma español, disponible en internet desde octubre de 2015, con sede principal en Madrid. El periódico es dirigido por Pedro J. Ramírez, quien antes fue cofundador y director del diario El Mundo y de Diario 16.  El medio de comunicación pertenece al grupo editorial El León de El Español Publicaciones S.A. creado por Pedro J. Ramírez.
En 2019, El Español gana la subasta organizada por Telefónica por los activos de Invertia y convierte esta marca en su portal económico. En 2020, adquiere una participación minoritaria en 'Disruptores e Innovadores' (D+I), medio especializado en transformación digital e innovación que coordina actualmente Alberto Iglesias Fraga.A partir de 2022, la sección cultural de El Español consiste de la revista El Cultural, que se le ha unido.

## Historia
En 2014, Pedro J. Ramírez fue destituido como director de El Mundo, abandonando Unidad Editorial, el grupo editor del periódico que él mismo fundó en 1989. Ramírez decidió emprender una nueva aventura vinculada al sector periodístico. Para ello dedica íntegramente al proyecto los 5,3 millones de euros netos recibidos de su destitución como director.
Junto a su hija, María Ramírez Fernández, bajo la figura de administradores solidarios, registran el 17 de octubre la empresa NoHaceFaltaPapel, S.L. futura sociedad editora de El Español con un capital social de 3000€ y sede en la avenida de Burgos, n.º 16, 8.
El nombre de la empresa editora tiene su origen en el blog que lanzan, el 2 de abril de 2014, María Ramírez, hija de Pedro J., junto a su marido Eduardo Suárez. Un nombre que anuncia la ideología renovadora de este nuevo medio. El mismo Pedro J. defiende su postura escudándose en datos ofrecidos por la AEDE (Asociación de Editores de Diarios Españoles): “la muerte del papel es una realidad y cada vez son más los periódicos que tienen que prescindir de las rotativas. Y El Español, conforme a la época en la que nace, decide omitir su presencia en este formato”
El proyecto fue anunciado el 1 de enero de 2015 y se comunicó que estaría operativo a partir de otoño del nuevo año. Refiriéndose al nombre elegido, El Español, Ramírez dijo que se llamaría «como el [periódico] que fundó Blanco White en Londres para defender la libertad en España». El 11 del mismo mes, comenzó a funcionar El blog de El Español, sitio web en el que se podía seguir el proceso de gestación del periódico, además de la publicación de artículos de opinión de distintas personalidades. Aspiraba a una plantilla de 70 personas, la cual finalmente se quedó en 60.

### Campaña de crowdfunding
El 11 de enero, la sociedad NoHaceFaltaPapel S.A inició una campaña de equity crowfunding (plataforma de financiación participativa) como ayuda para la financiación del proyecto. Campaña realizada a través de la plataforma creoentuproyecto.org, la cual habilitó una página web específica (invierte.elespanol.com) donde poder realizar la donación y el envío del correo electrónico con el contrato acreditativo.
Esta propuesta de innovación financiera es un riesgo jurídica y económicamente. Por lo que El Español delega el diseño jurídico en el despacho de abogados Cremades & Calvo. En el vídeo colgado en su canal de YouTube los propios abogados de Cremades & Calvo explican cómo se llevó a cabo este proyecto dentro de los regímenes jurídicos. Definen la campaña como un proyecto apoyado en las tendencias colaborativas e interactivas en las redes sociales diferente a las realizadas con anterioridad. El planteamiento es el siguiente: el accionista realiza una inversión en concepto de préstamo a favor de la sociedad y a cambio de su participación recibe participaciones sociales que posteriormente, cuando la sociedad se convierta en una sociedad anónima pasarán a ser acciones, dotadas de efectos jurídicos efectivos. La campaña finalizó el 1 de marzo de 2015, obteniendo una recaudación total de 3 600 000 € y un total de 5624 suscriptores. En las primeras 24 horas tuvo una respuesta abrumadora, alcanzando los 220 000€. El 14 de febrero de 2015, obtuvo el récord mundial de microfinanciación en medios de comunicación, superando los 1,38 millones de € conseguidos por el periódico neerlandés De Correspondent.
Durante el periodo de crowdfunding, Pedro J.,  a través de Twitter realiza varios anuncios: el 11 de febrero empieza a actualizarse el blog de El Español, página previa a la aparición de la página definitiva. El 14 de febrero anuncia algunos fichajes como la exdirectora de marketing de El Mundo, Leticia Lombardero, Mabel Cobos como CTO (Chief Technology Officer), director tecnológico que ha trabajado en Prisa los últimos años y José Vicente González, nuevo director de desarrollo de negocio ligado a Público y Mediapro. Anuncios que son parte de una táctica, consistente en lanzar pequeñas píldoras de información, para así aumentar las expectativas del proyecto y atraer un mayor número de inversores.
El 24 de febrero hacen oficiales las cifras del plan de negocio en un encuentro organizado por Nueva Economía en el cual realizan una serie de declaraciones que disparan el número de accionistas.
El 10 de abril, la empresa editora pasó a ser una sociedad anónima, propiedad de los accionistas, con un capital social de más de 17 millones de euros. El 25 de junio, se presentó a los socios en la primera junta general de accionistas, un acto con más de 1500 personas celebrada en IFEMA, constituyendo la mayor junta general de un medio de comunicación en España.
El 7 de octubre de 2015 El Español lanza la versión beta de su web, usando como testers a los miembros del equipo fundador y los suscriptores que cuenten con acciones. Finalmente el 14 de octubre de 2015 se realiza su lanzamiento oficial.

### Polémica por la fiesta del quinto aniversario
El 27 de octubre de 2020, en plena segunda ola de contagios por la COVID-19 en España, habiéndose impuesto un toque de queda nocturno y la prohibición de permanecer con más de seis personas ajenas al propio hogar en un mismo espacio cerrado, Pedro J. Ramírez organizó en el Casino de Madrid una entrega de premios y fiesta de alta sociedad con motivo del quinto aniversario de El Español, a la que asistirían aproximadamente 150 personas.
En esta fiesta, se encontrarían numerosas personalidades de todos los ámbitos del poder en España. Entre otras, se citaron ministros como Salvador Illa o Margarita Robles; políticos de la oposición nacional como Pablo Casado o Inés Arrimadas; presidentes de autonomías, como Isabel Díaz Ayuso o Emiliano García-Page; el alcalde de Madrid, José Luis Martínez-Almeida, el JEMAD, Miguel Ángel Villaroya y el presidente del Real Madrid, Florentino Pérez; y numerosos altos cargos de las mayores empresas de España, como Antonio Huertas, presidente de Mapfre, Francisco Reynés, presidente ejecutivo de Naturgy, Isaías Táboas, presidente de Renfe, o Antonio Coimbra, presidente de Vodafone España.
Debido al incumplimiento de las prohibiciones vigentes, incluyendo el hecho de que algunos asistentes estuvieron, por momentos, sin mascarilla sin causa justificada, esta fiesta fue duramente criticada por la opinión pública en redes sociales, así por partidos como Vox y Unidas Podemos (los ministros en el poder de este último partido declinaron el ofrecimiento de ir).

## Aspecto
El león es el logotipo utilizado como emblema. Este como todo diario tiene el lema "diario digital, plural, libre, indomable, tuyo".
El diseño del diario digital es obra de Audacity Partners, compañía inglesa encargada de renovaciones de páginas web de grandes medios (The Times, The Sun o Sunday Times). Apuesta un toque distinto e innovador, prescinde de las comunes denominaciones para algunas de distintas secciones, así La Jungla es sociedad, Invertia la información económica o Jaleos prensa rosa.

## Redes sociales
El 31 de diciembre, crean la cuenta de Twitter de El Español (@elespanolcom). Su primer tweet consiste en el enlace de un vídeo de presentación y en 15 horas consigue 30 000 seguidores consiguiendo atraer la expectación del público. El 1 de enero, a las 12 de la noche, emiten las bautizadas como “12 campanadas de El Español”. 12 tuits que revelan algunas de las características del medio que va a crear.
El grueso de las redes sociales es vital durante la campaña de microfinanciación. Se lo dividen Twitter y Facebook son las plataformas más atractivas para los suscriptores, mientras YouTube es llamativa a nivel de visualizaciones y no de captación de suscriptores como las dos primeras. Es por ello que Pedro J. define El Español como “universal, independiente, combativo, plural, innovador, ecuánime, inteligente y tuitero”.
Así el 23 de abril de 2015, El Español, aun sin fundar, alcanza los 100 000 seguidores en Twitter, red social actualmente denominada X. En enero de 2025, el número de seguidores supera los 524 mil en dicho medio.

## Contenido

### Secciones
- Última
- España y Autonomías : Sección referente a la información en ámbito nacional
- Opinión
- Mundo: sección referente a la información Internacional
- Invertia: sección económica
- Deportes
- Cultura
- Ciencia y Salud
- Reportajes
- La Jungla: sección sociedad

### Blogs
- Disruptores e Innovadores: portal dedicado a la economía digital, innovación, startups y tecnología para empresas.
- MagasIN: blog dedicado a información relativa a las mujeres.
- Jaleos: blog dedicado a asuntos relativos a la prensa rosa.
- Bluper: blog dedicado al contenido televisivo de las principales cadenas españolas.
- Cocinillas: blog referente a información gastronómica y nutricional.
- ¿Cómo hacer…?: blog con información sobre cómo realizar algunos trámites burocráticos, recetas, o cómo cuidar de tu jardín.
- Omicrono: blog que ofrece la información más actualizada sobre ingeniería aeroespacial, así como de temática tecnológica.
- El Bernabéu: blog que aúna toda la información relacionada con el Real Madrid C.F.
- El Androide Libre: blog que incluye contenidos sobre Android y Google.
- Vandal: blog que oferta información relativa al sector de los videojuegos y la tecnología.
- Series y Más: blog dedicado a la crítica y difusión sobre contenidos audiovisuales.
- Los imprescindibles: blog dedicado a la crítica de productos de múltiples ámbitos (tecnología, gastronomía, mascotas…)
- El Blog del Suscriptor: este es una sección en la cual se permite a los suscriptores publicar sus propios artículos, una vez aprobados y supervisados por las personas del equipo.

## Actividad empresarial
En un comienzo, la denominación de la sociedad editora era NoHaceFaltaPapel S.A. Tras el abandono de miembros del equipo fundador como María Ramírez o Eduardo Suárez cambió de denominación a El León de El Español Publicaciones S.A el 17 de octubre de 2016.
El órgano administrativo de la sociedad está conformado por Pedro J como presidente y trece consejeros según datos a marzo de 2021.
El León de El Español Publicaciones S.A, ha diversificado su actividad empresarial. No solo es empresa editora de El Español, también cuenta con departamentos dedicados a Eventos, Branded Content así como Publicidad. Una forma de aumentar los ingresos.
No obstante, esta diversificación es controvertida en tanto que Pedro J. decidió que este nuevo proyecto sería ajeno a las empresas del IBEX 35. Empresas que son clientas en cuanto a contenido de marca.

## Estructura empresarial
En 2023, El Español y algunas cabeceras del Grupo de Medios Global (GMG) colaboraban en ciertas áreas, incluyendo publicidad.  El periódico vasco Crónica Vasca se alojaba en el dominio de internet de elespanol.com, por ejemplo.

#### El León de El Español Publicaciones S. A.
- Presidente: Pedro J. Ramírez[42]
- Vicepresidenta: Cruz Sánchez de Lara
- Directora general: Mamen Vázquez

#### Corporativo
- Director de Audiencias: Álvaro Mazariegos
- Director de Estrategia: Daniel Muñoz
- Director de Tecnología: Sergio Sanz
- Directora de Producto: Verónica Milo

#### Redacción
- Director adjunto: Mario Díaz
- Adjunta al director: María Peral
- Adjunto al director: Fernando Garea
- Subdirector de Opinión y Nacional: Vicente Ferrer[43]
- Subdirector de Invertia: Arturo Criado
- Subdirector: Alberto Prieto

#### Secciones
- Últimas: Enrique Lavilla
- Fin de semana: Javier Collado
- Nacional: Íñigo Zulet y Daniel Ramírez García-Mina
- Opinión: Cristian Campos
- Invertia: Eduardo Ortega
- Ciencia y Salud: José Andrés Gómez
- Magas: Ana Núñez Milara y Aránzazu García
- Mundo: Jorge Raya
- Madrid: Carmen Serna
- Omicrono y El Androide libre: Chema Flores
- ODS: Charo Izquierdo
- Bluper: Marco Almodóvar
- El Cultural: Alberto Ojeda
- Reportajes: David Palomo y Rafa Martí
- Jaleos / Estilo: Cristina Rodrigo
- Deportes: David Vicente
- Diseño: Ana Blanco
- Innovación: Mario Vidal
- Arte: Lina Smith
- Foto y video: Javier Carbajal (sic)
- Disruptores: Alberto Iglesias
- Redes sociales: Javier Corcuera
- Cocinillas: Natalia Martínez
- Motor: José Luis García Cano
- Investigación: Jorge Calabrés